# 1539

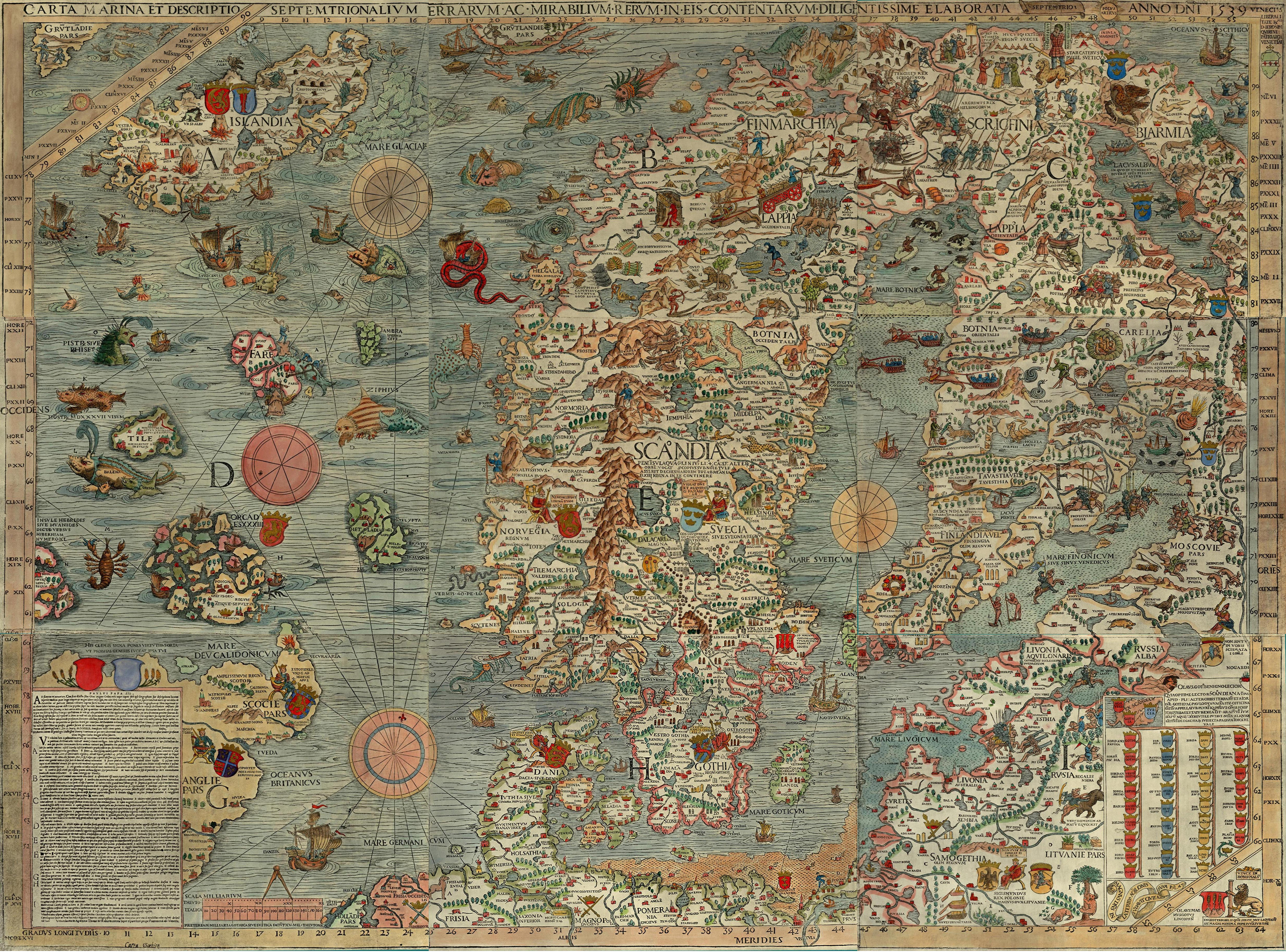
De Carta Marina van Olaus Magnus

Het jaar 1539 is het 39e jaar in de 16e eeuw volgens de christelijke jaartelling.

## Gebeurtenissen
januari
- 7 - Huwelijk van Georg van Limburg Stirum en Ermgard van Wisch.

februari
- 23 - Johan Zápolya trouwt met Isabella van Polen.

april
- 17 - De katholieke hertog van Saksen Joris met de Baard sterft en wordt opgevolgd door zijn protestantse broer Hendrik de Vrome, die de Hervorming direct krachtig ter hand neemt.
- 27 - De conquistadores Gonzalo Jiménez de Quesada, Sebastián de Belalcázar en Nikolaus Federmann stichten de stad Bogota voor een tweede keer.

mei
- 30 - De Spaanse conquistador Hernando de Soto landt met tien schepen en 700 manschappen bij Tampa Bay en verkent vandaaruit Florida.

augustus
- 10 - Edict van Villers-Cotterêts: Frans I centraliseert het Franse bestuur en maakt Frans de bestuurstaal.

november
- 1 - Joachim II van Brandenburg neemt in de Nikolaikirche van Spandau deel aan het Avondmaal. Zijn overgang naar het protestantisme, en die van zijn land, is daarmee een feit.

december
- december - * Karel V reist van Spanje naar de Nederlanden om de Gentse Opstand neer te slaan. Hij mag daarbij van Frans I door Frankrijk trekken.

zonder datum
- De koning van Toungoo verovert Pegu. Begin van het Tweede Birmaanse koninkrijk.
- De Second Act of Dissolution zet de Ontbinding van de kloosters in Engeland voort.
- Olaus Magnus maakt de Carta Marina, die geldt als de eerste moderne kaart van Scandinavië.
- Francisco de Ulloa verkent de Golf van Californië en de westkust van Baja California.
- Bedijking van de Geertruidapolder en de Goudenpolder.

## Beeldende kunst

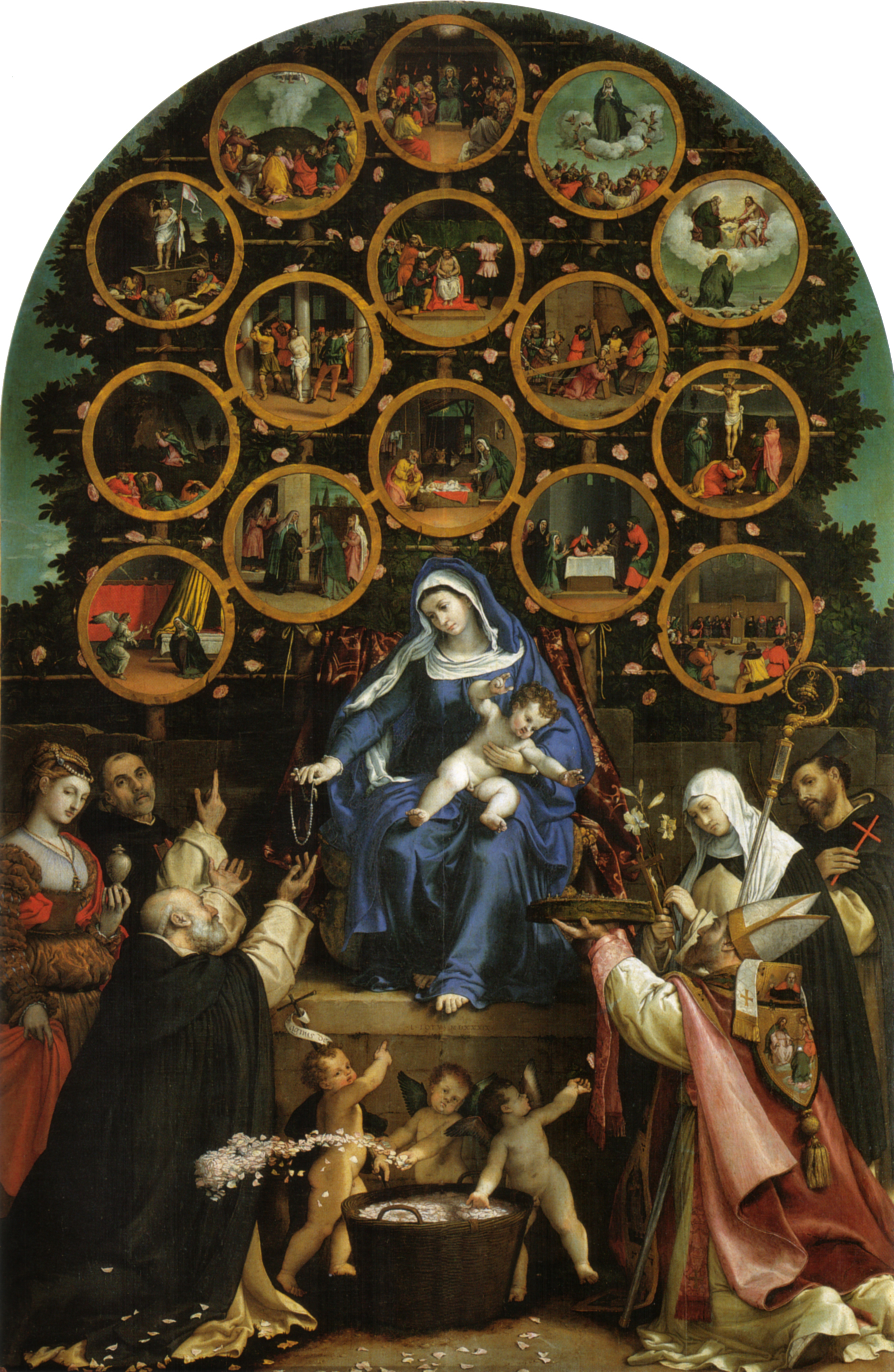
Lorenzo Lotto: Madonna van de Rozenkrans
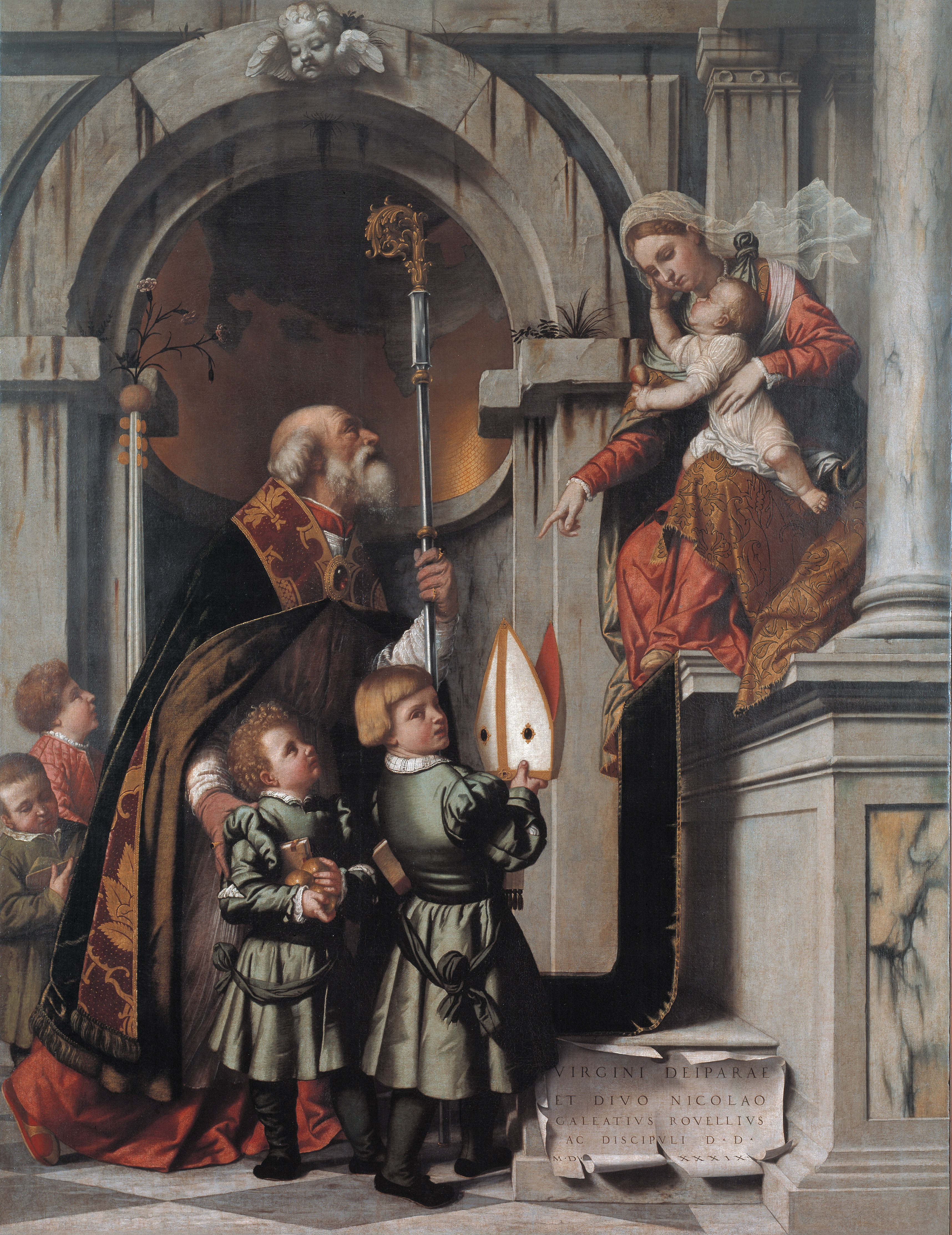
Moretto da Brescia: Rovelli altaarstuk
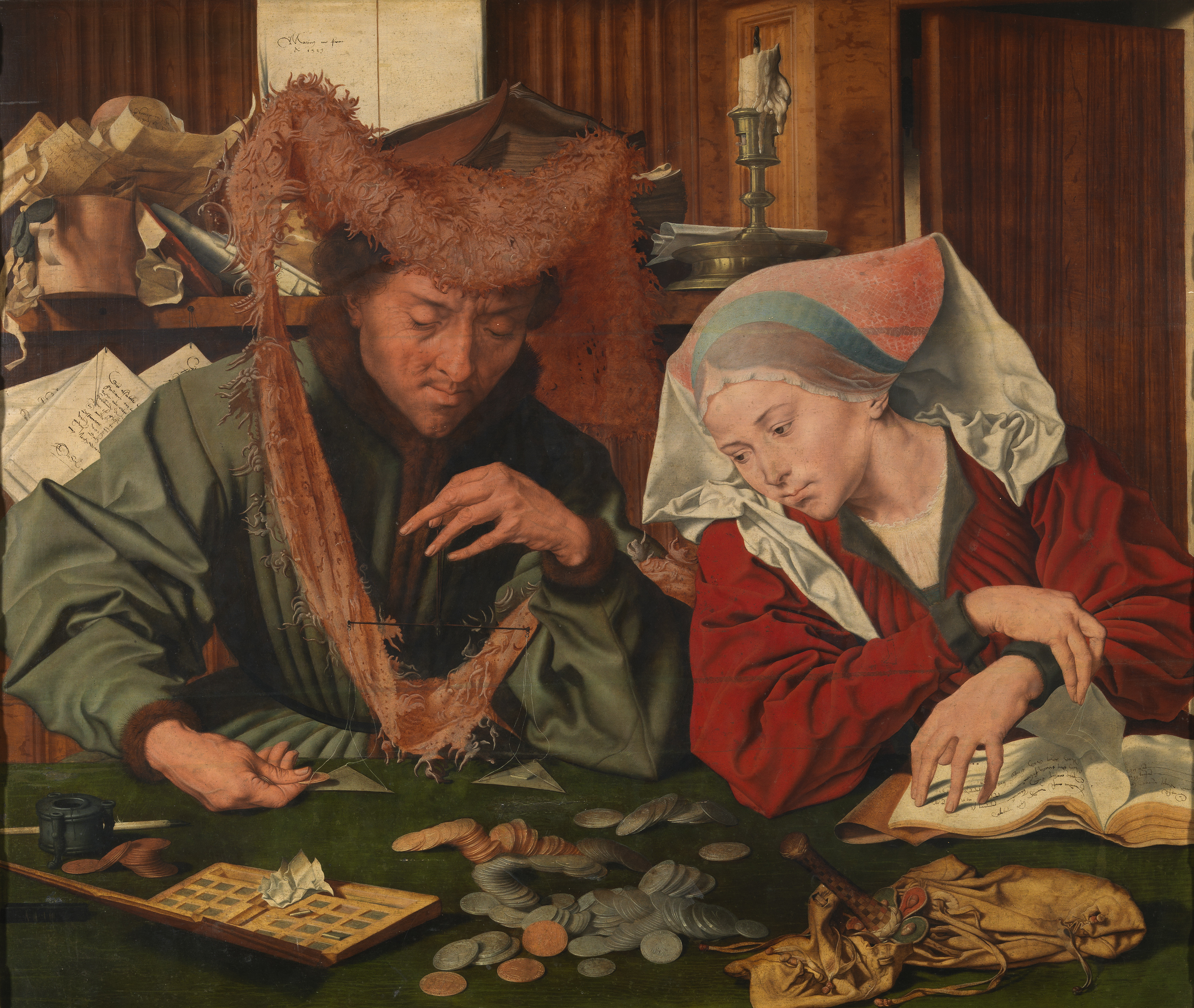
Marinus van Reymerswale: De geldwisselaar en zijn vrouw
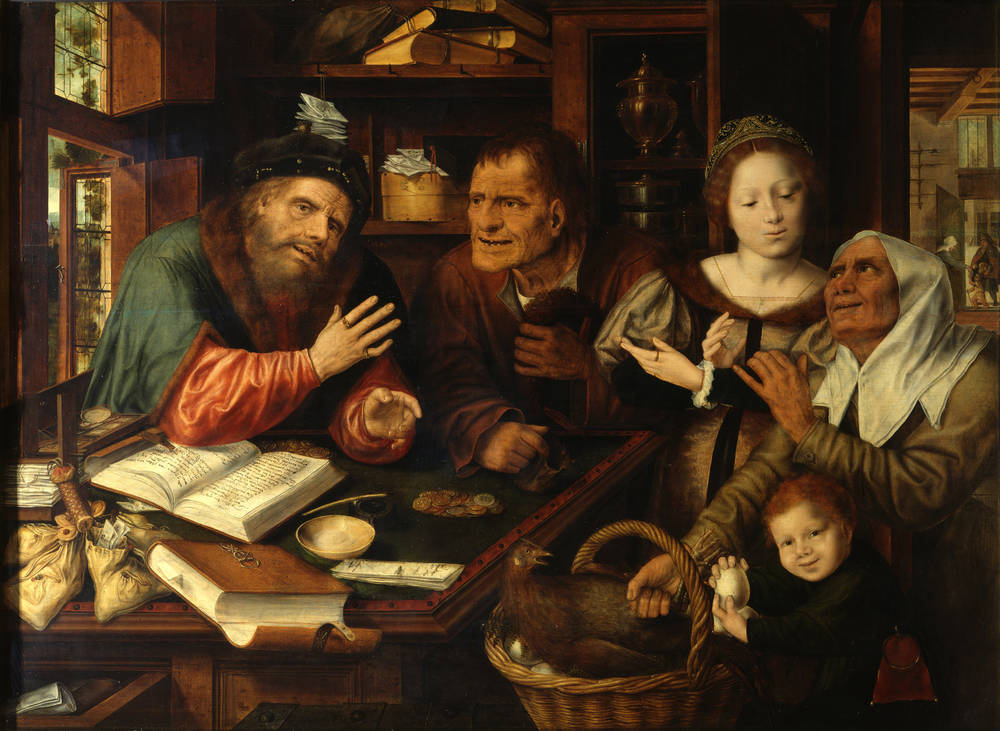
Jan Massijs: Bij de belastingontvanger

## Opvolging
- Generalitat de Catalunya - Joan Pasqual opgevolgd door Jeroni de Requesens i Roís de Liori
- Dominicanen (magister-generaal) - Agostino Recuperati als opvolger van Jean du Feynier
- Kleef, Berg en Gulik - Johan III opgevolgd door zijn zoon Willem V
- Moechrani - Bagrat I opgevolgd door zijn zoon Vachtang I
- metropoliet van Moskou - Daniël opgevolgd door Joasafus
- Saksen - George opgevolgd door zijn broer Hendrik
- Sikh goeroe - Goeroe Nanak opgevolgd door Goeroe Angad
- Waldeck-Eisenberg - Filips III opgevolgd door zijn zoons Wolraad II (Waldeck-Eisenberg) en Johan I van Waldeck-Landau

## Afbeeldingen

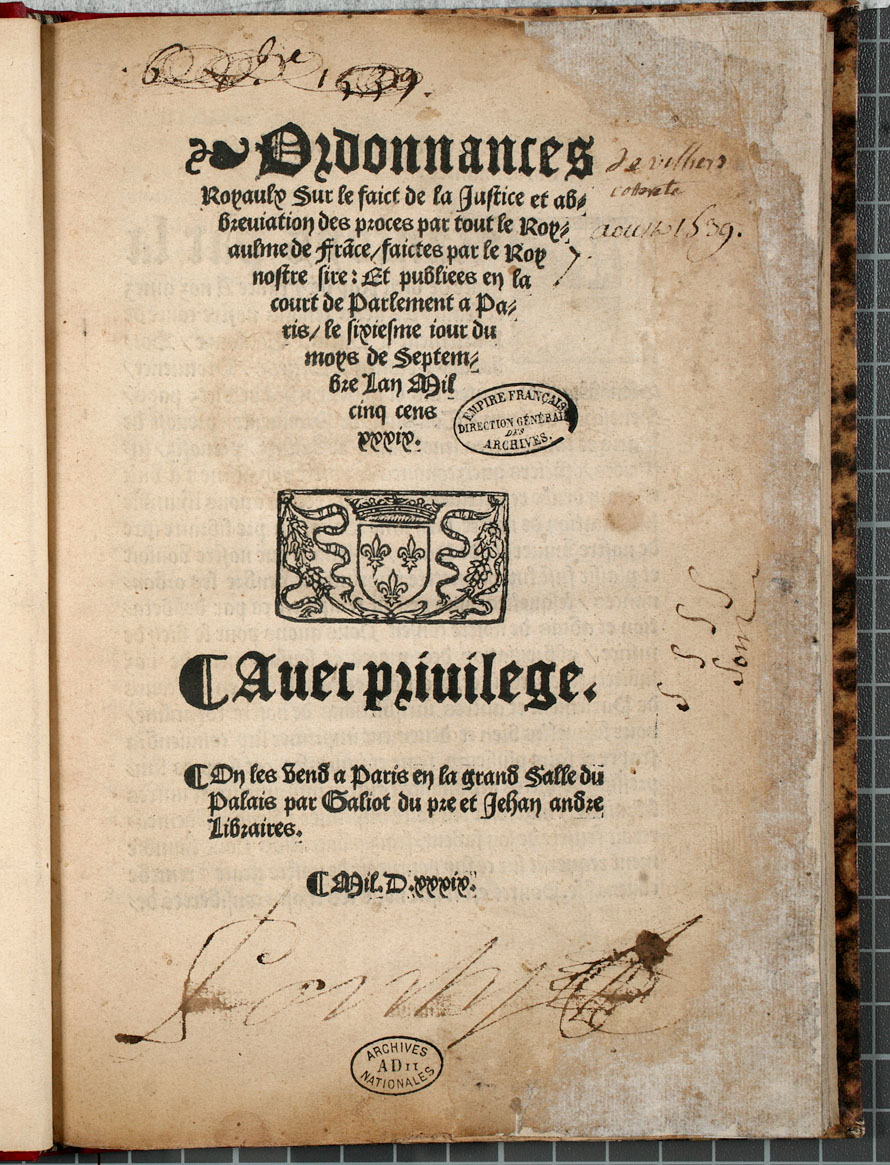
Edict van Villers-Cotterêts
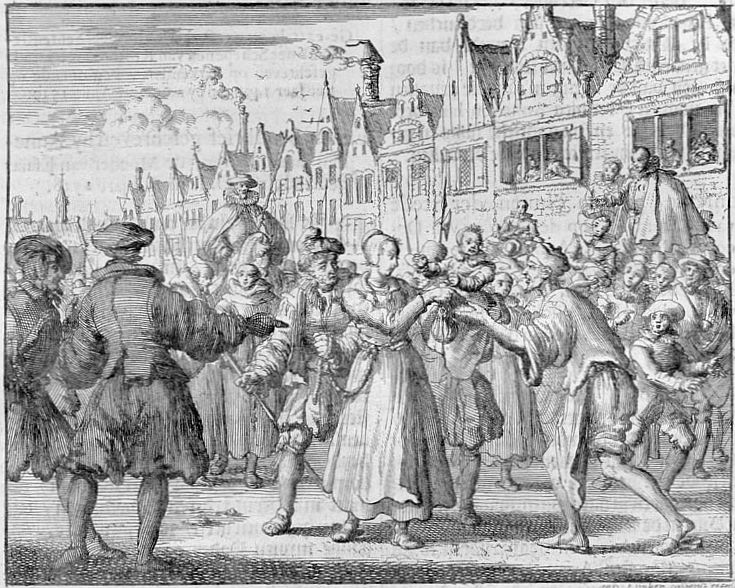
Anneke Esaiasdochter geëxecuteerd door verdrinking
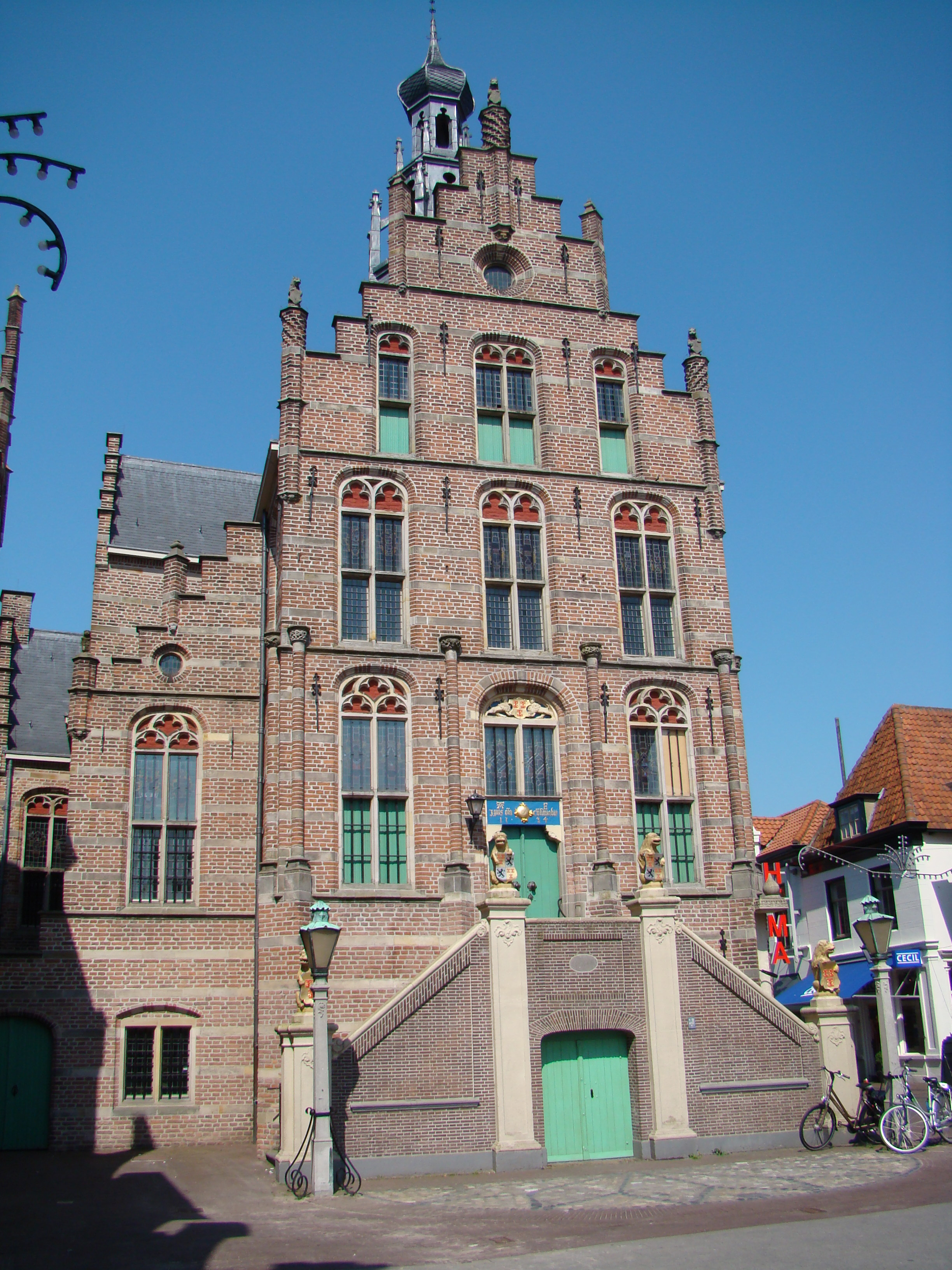
Stadhuis van Culemborg (voltooid 1539)
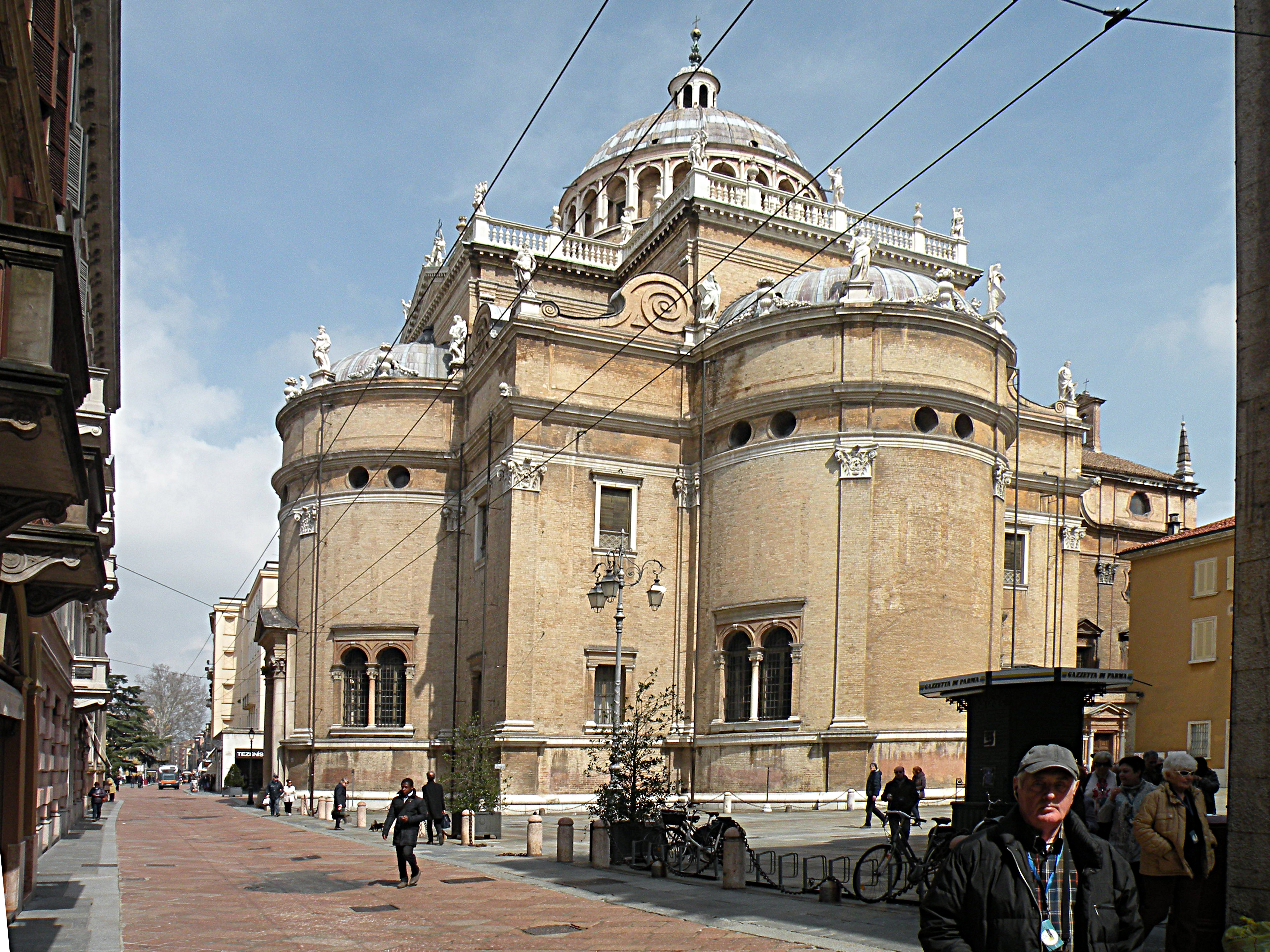
Santa Maria della Steccata, Parma (gewijd 1539)
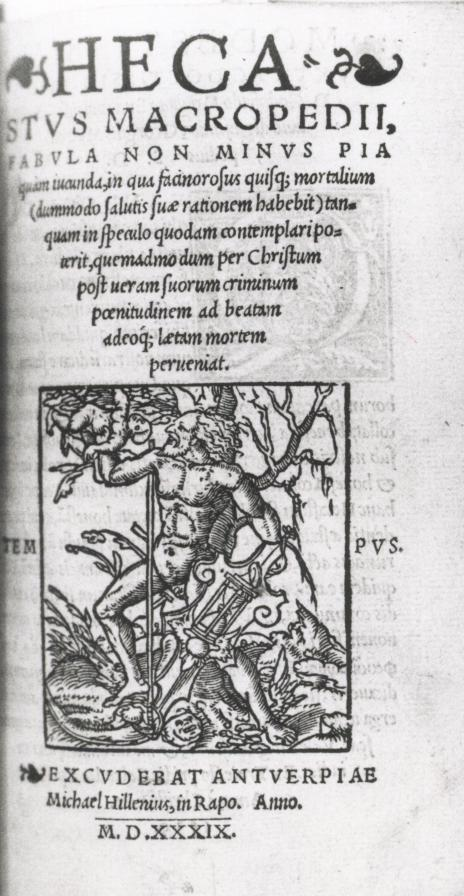
Hecastus van Macropedius, eerste druk
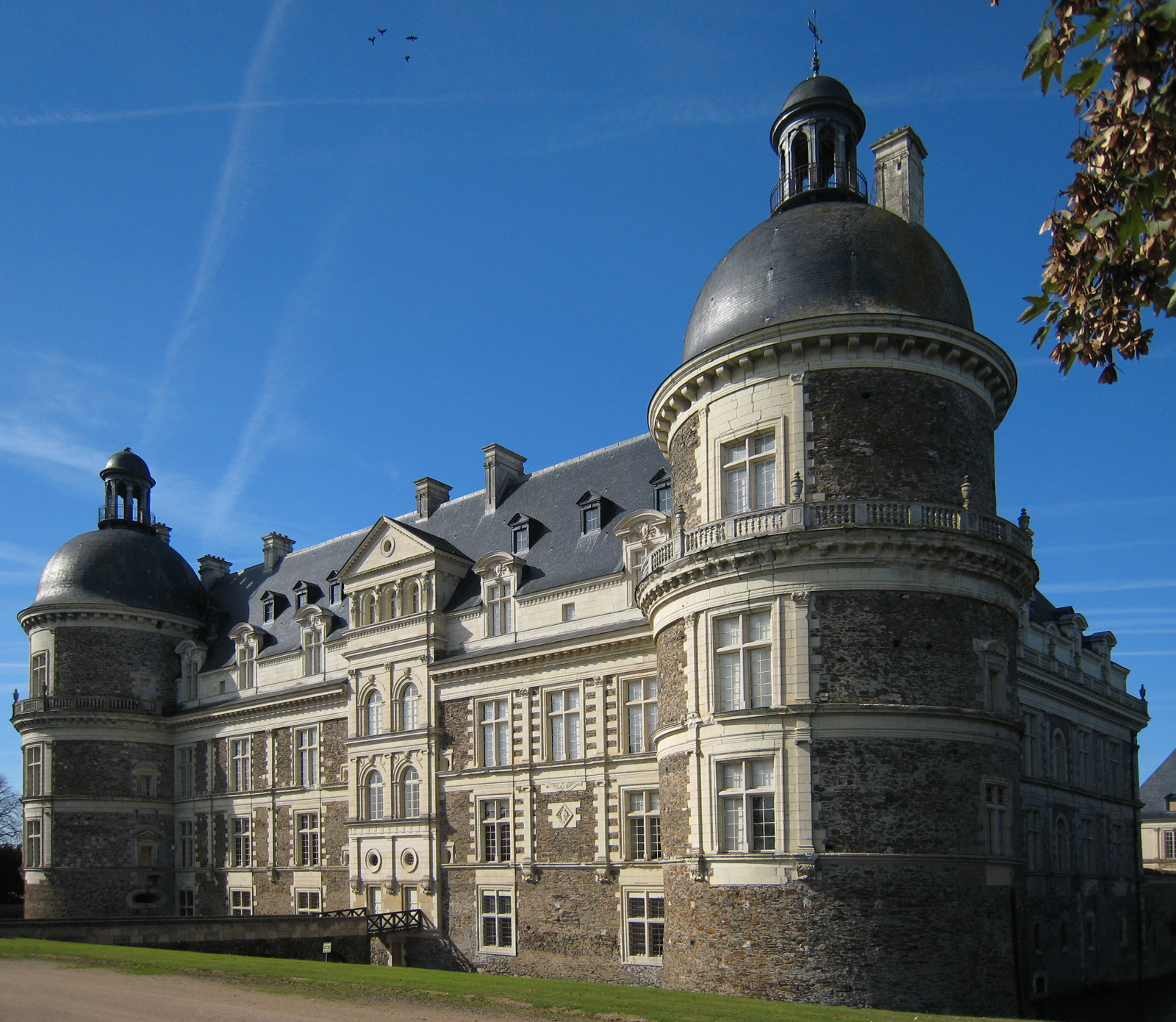
Kasteel van Serrant (gebouwd 1539)

## Geboren
- 15 januari - Toshiie Maeda, Japans legerleider
- 28 januari - Nicolò Donato, doge van Venetië
- 7 februari - Hendrik Robrecht van der Marck, Frans edelman
- 13 februari - Elisabeth van Hessen, Duits edelvrouw
- 23 februari - Hendrik XI van Legnica, Silezisch edelman
- 27 februari - Franciscus Raphelengius, Nederlands geleerde en drukker
- februari - Alessandro Valignano, Italiaans missionaris
- 5 maart - Christoph Pezel, Duits theoloog
- 18 maart - Maria van Nassau, Duits edelvrouw
- 5 april - George Frederik I van Brandenburg-Ansbach, Duits edelman
- 12 april - Garcilaso de la Vega, Inca-Spaans historicus
- 30 april - Barbara van Oostenrijk, Oostenrijks edelvrouw
- 30 mei - Maria van Bourbon-Vendôme, Frans edelvrouw
- 6 juni - Catharina van Zweden, Zweeds prinses
- 4 juli - Lodewijk VI, keurvorst van de Palts
- 25 juli - Floris van Pallandt, Nederlands edelman
- 18 september - Lodewijk IV van Nevers, Frans edelman
- 1 november - Pierre Pithou, Frans jurist
- 5 december - Faustus Socinus, Italiaans theoloog
- Françoise de Bourbon-Vendôme, Frans edelvrouw
- Bartholt Entens van Mentheda, Nederlands edelman en militair
- Franciscus Goethals, Zuid-Nederlands rechtsgeleerde
- Andrea Gonzaga, Italiaans edelman
- Ichijo Nobutatsu, Japans samoerai
- Gómez Pérez Dasmariñas, Spaans koloniaal bestuurder
- Margaretha IV van Renesse van Elderen, Zuid-Nederlands edelvrouw
- Pieter Simons, Zuid-Nederlands prelaat
- Pieter Vlerick, Zuid-Nederlands kunstschilder
- Nicolaas Gomolka, Pools componist (jaartal bij benadering)
- Mathias Lambrecht, Zuid-Nederlands prelaat (jaartal bij benadering)
- Martinus Lydius, Duits theoloog (jaartal bij benadering)
- Harmen Jansz Muller, Nederlands drukker (jaartal bij benadering)
- Jan van der Noot, Zuid-Nederlands dichter (jaartal bij benadering)
- Dario Varotari de Oudere, Italiaans kunstschilder (jaartal bij benadering)

## Overleden
- 9 januari - Henry Courtenay (~42), Engels edelman
- 24 januari - Anneke Esaiasdochter (~29), Nederlands wederdoper
- 6 februari - Johan III (48), hertog van Kleef
- 13 februari - Isabella d'Este (64), Italiaans edelvrouw
- 3 maart - Nicholas Carew (~42), Engels hoveling
- 11 maart - Johannes van Cupramontana (~69), Italiaans monnik
- 19 maart - Edmund Howard (~60), Engels edelman
- maart - Thomas Boleyn (~61), Engels staatsman
- 17 april - George, hertog van Saksen (1500-1539)
- 1 mei - Isabella van Portugal (35), echtgenote van Karel V
- 7 mei - Goeroe Nanak (69), Sikh goeroe
- 7 mei - Ottaviano Petrucci (72), Venetiaans drukker
- 4 juli - Jan van Baarle, Zuid-Nederlands geestelijke
- 5 juli - Antonius Maria Zaccaria (36), Italiaans geestelijke
- 9 juli - Adrian Fortescue (~63), Engels hoveling
- 12 juli - Ferdinand Columbus (50), Spaans geleerde
- 19 juli - Lorenzo Campeggio (64), Italiaans kardinaal
- 25 oktober - Floris van Egmont (~70), Noord-Nederlands staatsman
- 14 november - Hugh Faringdon, Engels abt
- 20 december - Johannes Lupi (~33), Zuid-Nederlands componist
- december - Albertas Goštautas, Litouws edelman
- december - John Stone, Engels geestelijke (vermoedelijke datum)
- Chökyong Gyatso (~66), Tibetaans geestelijk leider
- Elisabeth van Egmond (~89), Noord-Nederlands edelvrouw
- Estevanico, Marokkaans-Spaans ontdekkingsreiziger
- Francesco del Giocondo, Florentijns handelaar
- Engelbert van Heemstede, Noord-Nederlands geestelijke
- Joost van Montfoort (~29), Noord-Nederlands edelman
- Il Pordenone (~55), Venetiaans schilder
- Maria de Salinas (~49), Spaans edelvrouw
- Arnould van Sprolant (~53), Zuid-Nederlands edelman